# Пастене (Беневенто)
Пастене је насеље у Италији у округу Беневенто, региону Кампанија.
Према процени из 2011. у насељу је живело 653 становника. Насеље се налази на надморској висини од 290 м.